# Zingiberales
De Zingiberales zijn een orde van eenzaadlobbige planten: de naam is gevormd uit de familienaam Zingiberaceae. Een orde onder deze naam wordt de laatste decennia algemeen erkend door systemen voor plantensystematiek.
Het Cronquist systeem (1981), het APG-systeem (1998), het APG II-systeem (2003), het APG III-systeem (2009) en het APG IV-systeem (2016) hanteren dezelfde samenstelling voor deze orde:
- orde Zingiberales
  - familie Cannaceae (bloemrietfamilie)
  - familie Costaceae
  - familie Heliconiaceae
  - familie Lowiaceae
  - familie Marantaceae
  - familie Musaceae (banaanfamilie)
  - familie Strelitziaceae
  - familie Zingiberaceae (gemberfamilie)

Dit zijn meestal kruidachtige planten, die vrij fors kunnen zijn, meest met een wortelstok. Deze planten komen vooral in de tropen voor. De bekendste vertegenwoordigers zijn wel banaan en gember.